# Conure maîtresse
Psittacara chloropterus
Espèce
Statut de conservation UICN

 VU B1ab(i,ii,iii,v); C2a(i) : Vulnérable
Statut CITES
La Conure maîtresse (Psittacara chloropterus, anciennement Aratinga chloroptera) est une espèce d'oiseaux néotropicaux.

## Répartition
Cet oiseau vit essentiellement sur l'île d'Hispaniola (Haïti et République dominicaine).

## Taxinomie
Suivant une étude phylogénique de Remsen et al. (2013), le genre Aratinga est entièrement redéfini pour être monophylétique. Le Congrès ornithologique international répercute ces changements dans sa classification de référence version 3.5 (2013), et la Conure maîtresse est déplacée vers le genre Psittacara.